# انتخاب شخصی (فیلم ۱۹۷۲)
انتخاب شخصی (به هندی: Swayamvaram) فیلمی محصول سال ۱۹۷۲ و به کارگردانی آدور گوپالاکریشنان است. در این فیلم بازیگرانی همچون مادو، شارادا، آدور باوانی، کی.پی.ای.سی. لالیتا، تیکوریسی سوکوماران نایر و بارات گوپی ایفای نقش کرده‌اند.